# ميخائيل تورنر (لاعب كرة الماء)
ميخائيل تورنر (بالإنجليزية: Michael Turner)‏ هو لاعب كرة الماء أسترالي، ولد في 5 يناير 1951.

## وصلات خارجية
- ميخائيل تورنر على موقع اللجنة الأولمبية الدولية (الإنجليزية)
- ميخائيل تورنر على موقع أوليمبيديا (الإنجليزية)
- ميخائيل تورنر على موقع اللجنة الأولمبية الأسترالية (الإنجليزية)